# Карбонара Скривия
Карбона̀ра Скрѝвия (на италиански: Carbonara Scrivia; на пиемонтски: Carbonera, Карбонера) е село и община в Северна Италия, провинция Алесандрия, регион Пиемонт. Разположено е на 177 m надморска височина. Населението на общината е 1074 души (към 2010 г.).